# Čazma
Čazma és una ciutat de Croàcia que es troba al comtat de Bjelovar-Bilogora.

## Geografia
Čazma es troba a 60 km al sud-est de Zagreb i a només 30 km del centre de la regió de Bjelovar. Es troba a la falda de les muntanyes Moslavačka, envoltada per terres baixes.

## Història
La ciutat de Čazma és una de les més antigues de la República de Croàcia. Ja era mencionada el 1094 quan el rei Ladislau I d'Hongria concedí Čazma com a possessió al bisbe de Zagreb. L'any que s'indica com el de la fundació de la ciutat és el 1226, quan el bisbe Stjepan II Babonić hi establí una parròquia, construint-hi un monestir dominicà i l'església de Santa Maria Magdalena, que donà a la parròquia el seu nom actual. L'església és l'únic monument que es conserva dels primers anys dels vuit segles d'història escrita de la ciutat. És un exemple únic d'arquitectura romànica al nord de Croàcia, i els experts comparen el seu valor amb el de la catedral de Zagreb. L'orgue de l'església, construït el 1767, és un dels més valorats de tot Croàcia.